# Aleksandr Papkin
Aleksandr Wasiljewicz Papkin (ros. Алекса́ндр Васи́льевич Па́пкин, ur. 2 stycznia 1936, zm. 8 sierpnia 2007 w Moskwie) – radziecki i rosyjski dyplomata.

## Życiorys
W 1959 ukończył Moskiewski Państwowy Instytut Stosunków Międzynarodowych, a w 1983 kursy doskonalenia kierowniczych kadr dyplomatycznych przy Akademii Dyplomatycznej ZSRR. W latach 1959–1987 był radcą Ambasad ZSRR w Rumunii, Gwinei i na Madagaskarze, od 3 września 1987 do 1991 ambasadorem nadzwyczajnym i pełnomocnym ZSRR w Senegalu i jednocześnie w Gambii, a 1995-1999 ambasadorem Rosji w Mołdawii. Był odznaczony Orderem Przyjaźni Narodów i wieloma medalami ZSRR i Rosji.